# Páno Akourdália
Páno Akourdália (grec moderne : Πάνω Ακουρδάλια) est un village de Chypre de plus de 44 habitants.